# Maleisisch Open
Het Maleisisch Open is een golftoernooi voor professionele golfers en hoort bij de Aziatische en Europese PGA Tour.
De eerste editie van het Maleisisch Open vond plaats in 1962 en werd gespeeld op de Royal Selangor Golf Club.
In het begin van de jaren 90 is de Europese Tour gaan zoeken naar mogelijkheden om het seizoen langer te maken. Daarvoor waren in de wintermaanden toernooien nodig in landen met een goed klimaat. Vanaf 1989 werd de Dubai Desert Classic gespeeld en in de loop der jaren kwamen er toernooien bij in Zuid-Afrika en Azië, waaronder het Maleisisch Open in 1999.
Het Maleisisch Open telde vanaf 1999 mee voor de Europese Order of Merit. Het was het eerste toernooi dat zowel voor de Aziatische als de Europese Tour telde. Gerry Norquist, die het toernooi in 1999 won, had het eerder in 1993 gewonnen, maar in 1999 verdiende hij twee jaar speelrecht op de Europese Tour. Hij heeft daar dat jaar slechts vier keer de cut gehaald maar eindigde toch nog in de top 100. Hij speelt nu vooral op de Aziatische Tour.
Anirban Lahiri won het toernooi in 2015. Aangezien dit ook voor de Europese Tour meetelt, kreeg hij daar twee jaar speelrecht.
Maybank heeft als titelsponsor in 2011 weer voor vijf jaar bijgetekend.

## Winnaars
- 1962:  Frank Phillips
- 1963:  Bill Dunk
- 1964:  Tomoo Ishii
- 1965:  Tomoo Ishii
- 1966:  Harold Henning
- 1967:  Ireneo Legaspi
- 1968:  Kenji Hosoishi
- 1969:  Takaaki Kono
- 1970:  Ben Arda
- 1971:  Takaaki Kono
- 1972:  Takashi Murakami
- 1973:  Hideyo Sugimoto
- 1974:  Graham Marsh
- 1975:  Graham Marsh
- 1976:  Hsu Sheng San
- 1977:  Stewart Ginn
- 1978:  Brian Jones
- 1979:  Lu His Chuen
- 1980:  Mark McNulty
- 1981:  Lu Hsi Chuen
- 1982:  Denny Hepler
- 1983:  Terry Gale
- 1984:  Lu Hsi Chuen
- 1985:  Terry Gale
- 1986:  Stewart Ginn
- 1987:  Terry Gale
- 1988:  Tray Tyner
- 1989:  Jeff Maggert
- 1990:  Glen Day
- 1991:  Rick Gibson
- 1992:  Vijay Singh
- 1993:  Gerry Norquist
- 1994:  Joakim Haeggman
- 1995:  Clay Devers
- 1996:  Steve Flesch
- 1997:  Lee Westwood
- 1998:  Ed Fryatt

| Jaar                                                     | Baan                                                     | Winnaar                                                  | Score                                                    | Prijzenpot                                               | Prijzenpot                                               |
| Benson and Hedges Malaysian Open, presented by Carlsberg | Benson and Hedges Malaysian Open, presented by Carlsberg | Benson and Hedges Malaysian Open, presented by Carlsberg | Benson and Hedges Malaysian Open, presented by Carlsberg | Benson and Hedges Malaysian Open, presented by Carlsberg | Benson and Hedges Malaysian Open, presented by Carlsberg |
| -------------------------------------------------------- | -------------------------------------------------------- | -------------------------------------------------------- | -------------------------------------------------------- | -------------------------------------------------------- | -------------------------------------------------------- |
| 1999                                                     | Saujana Golf & Country Club                              | Gerry Norquist                                           | 280                                                      | € 634.040                                                |                                                          |
| Benson and Hedges Malaysian Open                         |                                                          |                                                          |                                                          |                                                          |                                                          |
| 2000                                                     | Templer Park                                             | Wei-tze Yeh                                              | 278                                                      | € 847.822                                                |                                                          |
| Carlsberg Malaysian Open                                 |                                                          |                                                          |                                                          |                                                          |                                                          |
| 2001                                                     | Saujana Golf & Country Club                              | Vijay Singh po                                           | 274                                                      | € 986.387                                                |                                                          |
| 2002                                                     | Royal Selangor Golf Club                                 | Alastair Forsyth po                                      | 267                                                      | € 1.153.872                                              |                                                          |
| 2003                                                     | The Mines Resort & Golf Club                             | Arjun Atwal                                              | 260                                                      | € 1.036.750                                              |                                                          |
| 2004                                                     | Saujana Golf Club                                        | Thongchai Jaidee                                         | 274                                                      | € 969.302                                                |                                                          |
| 2005                                                     | Saujana Golf & Country Club                              | Thongchai Jaidee                                         | 267                                                      | € 947.635                                                |                                                          |
| Maybank Malaysian Open                                   |                                                          |                                                          |                                                          |                                                          |                                                          |
| 2006                                                     | Kuala Lumpur Golf & Country Club                         | Charlie Wi                                               | 197                                                      | € 1.051.799                                              |                                                          |
| 2007                                                     | Saujana Golf & Country Club                              | Peter Hedblom                                            | 280                                                      | € 991.663                                                |                                                          |
| 2008                                                     | Kota Permai Golf Club                                    | Arjun Atwal po                                           | 270                                                      | € 1.319.253                                              |                                                          |
| 2009                                                     | Saujana Golf & Country Club                              | Anthony Kang                                             | 271                                                      | € 1.564.312                                              |                                                          |
| 2010                                                     | Kuala Lumpur Golf & Country Club                         | Seung-yul Noh                                            | 274                                                      | € 2.000.000                                              |                                                          |
| 2011                                                     | Kuala Lumpur Golf & Country Club                         | Matteo Manassero                                         | 272                                                      | € 1.741.188                                              | US$ 2.500.000                                            |
| 2012                                                     | Kuala Lumpur Golf & Country Club                         | Louis Oosthuizen                                         | 271                                                      | € 1.893.893                                              | US$ 2.500.000                                            |
| 2013                                                     | Kuala Lumpur Golf & Country Club                         | Kiradech Aphibarnrat                                     | 203                                                      | € 2.223.893                                              | US$ 2.750.000                                            |
| 2014                                                     | Kuala Lumpur Golf & Country Club                         | Lee Westwood                                             | 270                                                      | € 2.341.056                                              | US$ 2.750.000                                            |
| 2015                                                     | Kuala Lumpur Golf & Country Club                         | Anirban Lahiri                                           | 272                                                      | € 2.638.744                                              | US$ 3.000.000                                            |

po = gewonnen na play-off